# Magglingen
Magglingen, conegut també en francés com a Macolin, és una localitat suïssa situada al municipi d'Evilard, al cantó de Berna, al districte de Bienne. La localitat està connectada amb Bienne per un funicular.
La localitat disposa del centre de l'Oficina federal de l'esport i de l'Alta escola Federal de l'esport.